# 高森和子
高森 和子（たかもり かずこ、1932年〈昭和7年〉3月21日 - ）は、日本の元女優、エッセイスト。大阪市東住吉区出身。本名同じ。

## 来歴・人物
小学校時代、友井唯起子にクラシックバレエを4年間習った。1950年、東大谷高等女学校（現・東大谷高等学校）を卒業。学生時代はバレリーナを目指し友井バレエ団に在籍。遠縁に当たる大河内傳次郎の紹介で1951年、大映京都撮影所に入り、映画「上州鴉」でデビュー。
1953年、姉がNHKに在籍していた縁で大阪放送劇団へ入団。「正確な大阪弁が話せる女優」として大阪制作ドラマの売れっ子となる。
1966年、『横堀川』の主人公の妻役や1973年、八千草薫ら三姉妹の母親役を演じた『けったいな人びと』などで、実年齢よりもかなりの老け役を演じて好評を得る。同年、同番組の演技により日本放送作家協会女優賞を受賞。
1983年、『おしん』で演じた姑役が評判となる。その演技に関しては「佐賀県のイメージダウンになる」と視聴者からNHK佐賀放送局に抗議の電話が殺到したほどであり、トーク番組に本人が出演して「あれは演技ですので…」と弁明したこともある。
その後、舞台でも女優として活躍する。
1986年に母の老い・認知症に筆を向けた辛口で母と娘の付き合い記録でもある『母の言いぶん』を出版し、30万部のベストセラー本となる。
1990年、女優としての活動を引退して新聞などの執筆・講演活動に専念する。
2008年、（社福）朝日新聞厚生文化事業団に2億円の寄付を行った。

## 主な出演作品

### 映画
- 上州鴉（1951年） - お光
- 今年の恋（1962年） - 清子
- 忍者狩り（1964年） - 白葉尼
- 花の舞妓はん（1964年）
- 関東兄弟仁義 任侠（1971年）
- 山口組三代目（1973年） - 河内サト
- 海峯（1983年）

### テレビドラマ
- 祇園の姉妹（1958年、NHK総合）
- 王将（1961年、NHK総合）
- 負けるが勝ち（1964年、ABC）
- 転落の詩集（1964年、NHK総合）
- 新選組血風録 第4話「胡沙笛を吹く武士」（1965年、NET）
- 源氏物語（1965年、毎日放送）
- 素浪人 月影兵庫 第1シリーズ 第3話「白い雲が呼んでいた」（1965年、NET）
- 横堀川（1966年、NHK） - 八田千代
- 怪獣王子（1967年、フジテレビ）- 伊吹朝子（タケルの母）
- 俺は用心棒 第20話「日照り雨」（1967年、NET）
- 銭形平次 （フジテレビ）
  - 第61話「岡っ引き殺し」（1967年） - お君
  - 第181話「女ふたり」（1969年） - お郁
- 風 第1話「新十郎登場」（1967年、TBS）
- あねいもうと （1968年、NHK大阪）
- 大奥 第35話「十八番目の御側室」・第36話「涙の馬子唄」（1968年、関西テレビ） - 磯乃
- 帰って来た用心棒 第5話「地蔵盆の灯り」・第22話「地獄極楽わかれ道」（1968年、NET）
- 素浪人 花山大吉 第12話「親子でカモを探していた」・第29話「腹の虫が怒っていた」（1969年、NET）
- 俺は用心棒2 第5話「浪士狩りの夜」（1969年、NET）
- 大坂城の女（1970年、関西テレビ） - 松浦
- 水戸黄門 （TBS）
  - 第1部 第30話「上州からっ風・前橋」（1970年） - お絹
  - 第2部 第21話「泣くものか・大井」（1971年） - 滋野井
  - 第5部 第20話「親をだました親孝行・徳山」（1974年） - お栄
- 笑わぬ男（1970年、NHK総合） - みな子
- 出発（1970年 - 1971年、東海テレビ）
- 火曜日の女シリーズ クラスメート -高校生ブルース- （1971年、日本テレビ）- 矢吹の母
- 徳川おんな絵巻 第52話「影のない女」（1971年、関西テレビ） - お鶴
- 眠狂四郎 第13話「京の雨 紅の肌に咽ぶ」（1972年、関西テレビ）
- 怪談 第1話「四谷怪談」（1972年、NET）- お槇
- けったいな人びと（1973年、NHK総合）
- 連続テレビ小説（NHK総合）
  - 藍より青く（1972年）
  - 火の国に（1976年）
  - 鮎のうた（1979年 - 1980年） - 和江
  - ハイカラさん（1982年） - フサエ
  - おしん（1983年） - 田倉清
  - 都の風（1986年） - 吉野常
- 大岡越前 第3部 第30話・第31話「享保太平記（前・後篇）」（1973年、TBS / C.A.L） - くみ
- 銀河テレビ小説（NHK総合）
  - 欲しがりません勝つまでは（1979年）
  - 冬の稲妻（1982年） - 文代
  - 男が家を出るとき（1985年） - 東依子
  - お入学（1987年） - 長谷君子
- いのち燃ゆ（1981年） ‐ お咲
- 松本清張シリーズ・けものみち（1982年、NHK総合） - 芳仙閣女将
- 勇者は語らず いま、日米自動車戦争は（1983年、NHK総合） - 山岡由利子
- 大奥 第10話「虹を掴んだ少女」・第11話「上様はさんまがお好き」（1983年、関西テレビ） - おせき
- NHK大河ドラマ / 山河燃ゆ（1984年、NHK総合） - ひさ
- 年ごろ家族（1984年、TBS）
- アイコ17歳（1984年、TBS） - 伯母・里子
- 木曜ゴールデンドラマ（よみうりテレビ）
  - 火の女（1984年）
  - 裁かれしもの（1985年）
  - うすずみ桜（1985年）
  - 二人なら生きられる（1985年）
- 大家族（1984年、TBS）
- 月曜ワイド劇場 / 嫁・姑・妾（1985年、テレビ朝日）
- 花王愛の劇場 / 袖ふれあうも嫁姑（1986年、TBS）
- 敵同志好き同志（1987年、日本テレビ）
- 母の言いぶん（1989年、NHK総合）※女優引退作。自著が作品化されたばかりでなく、自ら母親の役を演じた。

### その他の番組
- クイズ面白ゼミナール（NHK総合）

## 著書
- 『母の言いぶん』（鎌倉書房、1986年）のち集英社文庫
- 『へそものがたり』（鎌倉書房、1988年）のち集英社文庫
- 『男の茶碗』（集英社、1992年）のち文庫